# Гує (Німеччина)
Гує (нім. Huje) — громада в Німеччині, розташована в землі Шлезвіг-Гольштейн. Входить до складу району Штайнбург. Складова частина об'єднання громад Ітцего-Ланд.
Площа — 5,5 км2. Населення становить 274 ос. (станом на 31 грудня 2020).

## Галерея

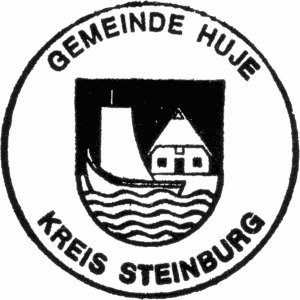